# Digitalni dokaz
Digitalni dokazi so proizvod analogne naprave ali podatki v digitalni obliki, ki so ustvarjeni, spremenjeni, shranjeni, povezani z neko napravo, računalnikom ali računalniškim sistemom. Prenašajo se preko komunikacijskega sistema in so relevantni za proces razsojanja. Velikokrat lahko namesto pojma digitalni dokaz zasledimo tudi izraza računalniški in elektronski dokaz. Pri tem je potrebno opozoriti, da ni nujno, da je digitalen dokaz tudi računalniški dokaz, saj ga lahko najdemo tudi v drugih elektronskih napravah, kot so dlančniki, tablice, mobilni telefoni, GPS naprave in ostale mobilne naprave. Pri izrazu računalniški dokaz moramo torej bili pazljivi, drugače pa je pri izrazu elektronski dokaz, saj v bistvu gre za sopomenki. Digitalni dokazi so v zadnjem času deležni velike pozornosti na kazenskopravnem področju, predvsem zaradi povečanja računalniške kriminalitete in tudi zato, ker s pomočjo zelo hitrega napredka sodobnih tehnologij tudi druga kazniva dejanja začnejo pridobivati digitalno preobleko. Digitalen pomeni številski, kjer so podatki predstavljeni v obliki diskretnih vrednosti, digitalen podatek pa je informacija, ki jo predstavlja binarna koda, katera obsega niz diskretnih elementov.  Dokaz pa pomeni vir spoznanja o nekem pomembnem dejstvu, kar pomeni da je logična in izkustveno sprejemljiva trditev o obstoju kakšnega relevantno pravnega dejstva. 

### Dokazna vrednost
Digitalni dokazi so dandanes prisotni vsepovsod v družbi, mesto pa jim je treba priznati med pravno relevantnimi dokazi, kajti kaznivo dejanje izvršujejo posamezniki in ne elektronske naprave. Dokaz v digitalni obliki se ne razlikuje od nekega dokaza v papirnati obliki, kajti ti dokazi naj bi bili podvrženi enakim pravilom, ki se uporabljajo za dokaze v obliki dokumenta. Sicer pa to ni tako enostavno, kajti dokaz mora izpolnjevati dva pogoja, da se lahko uporabi na sodišču. Digitalni dokaz mora biti pravno dopusten in mora imeti ustrezno dokazno vrednost. To pravilo velja tudi za dokaze v digitalni obliki, le da je tu treba upoštevati še značilnosti dokazov, ki so drugačne od nekih klasičnih dokazov. Načelo proste presoje dokazov velja tudi pri dokazni vrednosti digitalnih dokazov. S poznavanjem in upoštevanjem narave digitalnih dokazov se bo zagotovilo, da bo prosta presoja dokazov pravilna. Pri presoji dokazne vrednosti digitalnih podatkov je potrebno upoštevati 3 elemente, med katere štejemo avtentičnost, neokrnjenost in preverljivost.  Poenostavljeno bi lahko rekli, da se dokazi morajo pridobiti na pravno dopusten način, kajti tako določajo standardi pravičnega sojenja, šele v naslednjem koraku pa se mora pravilno ovrednotiti njihova dokazna vrednost. 

### Kako do digitalnih dokazov
Do digitalnih dokazov lahko pridemo z izvajanjem računalniške forenzike, kjer gre za proces identificiranja, zavarovanja, analiziranja in predstavljanja dokazov v elektronski obliki na takšen način, da bo zakonsko sprejemljivo. Pri iskanju, oz. postopkih odkrivanja dokazov pa lahko pride do mnogih težav :
- Digitalni nosilci so zelo veliki, kar pomeni, da iskanje podatkov traja veliko dlje.
- Trdi diski (novejši) so lahko kriptirani v celoti. Za dekriptiranje bi rabili ključ od lastnika, saj so podatki zaščiteni prav na podlagi tega ključa.
- Določene datoteke so lahko kriptirane, kjer so lahko uporabljene razne kriptografske metode, kot je šifriranje, da se z njimi prikrije vsebina podatkov.
- Določeni podatki so lahko skriti v drugih podatkih (slika v sliki). Tej metodi rečemo steganografija.
- Soočanje s problemom t. i. slack prostora, oziroma praznega prostora na magnetnih digitalnih nosilcih, kjer so lahko skriti določeni podatki.

### Vrste digitalnih dokazov
Digitalni dokazi so lahko posredni in neposredni. Na srečo preiskovalcev se v večini primerov srečujejo s posrednimi digitalnimi dokazi. Za primer si lahko predstavljate, da neka oseba skuša vdreti v informacijski sistem varnostne organizacije, ampak si za to dejanje izposodi računalnik neke druge osebe. V tem primeru lahko vidimo, da če si računalnik nekdo lasti, to še ne pomeni, da je storilec lahko izključno ta oseba ter da bomo odkrili pravo osebo. 

### Oblike digitalnih dokazov
Digitalne dokaze lahko najdemo v različnih oblikah: 
- Tekstovne datoteke
- Grafične datoteke
- Zvočne datoteke
- Izbrisane datoteke
- Začasne datoteke
- Podatkovne baze
- Video datoteke
- Residual data (Podatki ki se nahajaju npr. v "slack" prostoru, torej v prostem prostoru medijev)

### Uporabljena literatura
1. ↑  Majcen, G. (2011). Elektronski dokazi v kriminalistični preiskavi. Maribor: Pravna fakulteta.
2. ↑  Selinšek, L. (2007). »Odprta vprašanja v zvezi z dokazovanjem s postopki digitalne forenzike«. Kriminaliteta in tehnologija: kako računalniki spreminjajo nadzor in zasebnost, ter kriminaliteto in kazenski pregon?. Maribor: Pravna fakulteta in Fakulteta za varnostne vede.
3. ↑  Dežman, Z.; Erbežnik, A. (2003). Kazensko procesno pravo Republike Slovenije. Ljubljana: GV Založba.
4. 1 2 3  Selinšek, L. (2010). »Digitalni dokazi in računalniška forenzika«. Kriminaliteta in tehnologija: kako računalniki spreminjajo nadzor in zasebnost, ter kriminaliteto in kazenski pregon?. Ljubljana: Inštitut za kriminologijo pri Pravni fakulteti v Ljubljani.
5. ↑  Jurc, J. (2011). Digitalna forenzika in digitalni dokazi. Maribor: Pravna fakulteta.
6. ↑  Belič, I. (2007). »Tehnični vidiki odprtih vprašanj v zvezi z dokazovanjem s postopki digitalne forenzike«. Problemi dokazovanja v zahtevnih kazenskih postopkih. Maribor: Pravna fakulteta in Fakulteta za varnostne vede.
7. ↑  Selinšek, L. (2010). »Digitalni dokazi v kazenskem postopku: pogledi na aktualna vprašanja«. Kriminaliteta in tehnologija: kako računalniki spreminjajo nadzor in zasebnost, ter kriminaliteto in kazenski pregon?.
8. ↑  Mercer, D., L. (2004). »Computer forensics: Charactreistics and preservation of digital evidence« (PDF). Fbi.gov.